# جيرالد ماكنيل
جيرالد ماكنيل (بالإنجليزية: Gerald McNeil)‏ هو لاعب كرة قدم أمريكية أمريكي، ولد في 27 مارس 1962 في فرانكفورت في ألمانيا.

## وصلات خارجية
- جيرالد ماكنيل على موقع مرجع كرة القدم المحترفة.كوم (الإنجليزية)
- جيرالد ماكنيل على موقع كلية كرة القدم في سبورتس رفرنس.كوم (الإنجليزية)